# Cenolia
Cenolia is een geslacht van haarsterren uit de familie Comatulidae.

## Soorten
- Cenolia amezianeae Messing, 2003
- Cenolia benhami (A.H. Clark, 1916)
- Cenolia glebosus Rowe, Hoggett, Birtles & Vail, 1986
- Cenolia spanoschistum (H.L. Clark, 1916)
- Cenolia tasmaniae (A.H. Clark, 1918)
- Cenolia trichoptera (Müller, 1846)